# کی. اس. ستوماداوان
کی. اس. ستوماداوان (انگلیسی: K. S. Sethumadhavan؛ زادهٔ ۱۹۳۱) کارگردان فیلم و فیلم‌نامه‌نویس اهل هند است. به زبان‌های مالایالمی، هندی، تامیلی و تلوگویی به فیلم‌سازی می‌پردازد
وی همچنین برندهٔ جوایزی همچون جایزه فیلم‌فیر جنوب بهترین کارگردان فیلم مالایالمی در چهار دوره شده‌است.

## فیلم‌شناسی
- جولی
- فردا مال ماست
- آدیماکال
- یکی از ما
- تجربیات ناقص است
- چاتاکاری